# Gōta Miura
Gōta Miura (* 10. August 1969 in Kamakura) ist ein ehemaliger japanischer Freestyle-Skier. Er startete in den Buckelpisten-Disziplinen Moguls und Dual Moguls.

## Werdegang
Miura startete im März 1992 in Madarao erstmals im Weltcup und errang dort den 26. Platz. In den folgenden Jahren belegte er bei den Olympischen Winterspielen 1994 in Lillehammer den 27. Platz, bei den Weltmeisterschaften 1995 in La Clusaz den 14. Rang und bei den Weltmeisterschaften 1997 im Iizuna Kōgen Sukī-jō den 26. Platz im Moguls. Zudem erreichte er in der Saison 1995/96 mit dem 54. Platz im Gesamtweltcup sowie mit dem 17. Rang im Moguls-Weltcup seine besten Gesamtergebnisse und in der Saison 1996/97 mit dem fünften Platz im Dual Moguls in Blackcomb seine beste Platzierung im Weltcup. Bei den Olympischen Winterspielen 1998 in Nagano kam er auf den 13. Platz im Moguls. Letztmals im Weltcup startete er im Februar 1999 in Madarao, wobei er den 20. Platz im Moguls und den neunten Platz im Dual Moguls errang.

## Teilnahmen an Weltmeisterschaften und Olympischen Winterspielen

### Olympische Spiele
- 1994 Lillehammer: 27. Platz Moguls
- 1998 Nagano: 13. Platz Moguls

### Weltmeisterschaften
- 1995 La Clusaz: 14. Platz Moguls
- 1997 Iizuna Kōgen: 26. Platz Moguls

## Weltcup-Gesamtplatzierungen
Miura nahm an 40 Weltcups teil und erreichte sieben Top-Zehn-Platzierungen.
| Saison  | Gesamt | Gesamt | Moguls | Moguls | Dual Moguls | Dual Moguls |
| Saison  | Punkte | Platz  | Punkte | Platz  | Punkte      | Platz       |
| ------- | ------ | ------ | ------ | ------ | ----------- | ----------- |
| 1994/95 | 4      | 115.   | 28     | 46.    | –           | –           |
| 1995/96 | 37     | 54.    | 296    | 17.    | 8           | 37.         |
| 1996/97 | 28     | 73.    | 112    | 28.    | 84          | 22.         |
| 1997/98 | 17     | 84.    | 84     | 36.    | –           | –           |
| 1998/99 | 6      | 68.    | 24     | 38.    | 40          | 28.         |